# A5/2
In crittografia l'A5/2 è un cifrario a flusso usato per cifrare le comunicazioni vocali effettuate con i telefoni cellulari GSM. Il cifrario è basato su una combinazione di quattro registri a scorrimento LFSR con temporizzazione irregolare ed un combinatore non lineare.
L'A5/2 deriva dall'A5/1 ed è stato sviluppato nel 1989 per alcune regioni asiatiche: era deliberatamente più debole del suo predecessore e fu completamente reingegnerizzato nel 1999. Dal 1º luglio 2006 la GSM Association non supporta più lo standard A5/2.